# Lovesexy
A Lovesexy az amerikai zenész, Prince tizedik stúdióalbuma. 1988. május 10-én adta ki a Paisley Park Records és a Warner Bros. Records. Az albumot hét hét alatt vették fel 1987 decemberétől Prince Paisley Park Stúdiójában és az album nagy része szóló. A témáját tekintve pozitív, önközpontú, spiritualitás és Isten.
A Lovesexy 11. helyet ért el a Billboard 200-on. Három kislemez jelent meg az albumról, az "Alphabet St.", a "Glam Slam" és az "I Wish U Heaven". Ezek közül az "Alphabet St." helyet kapott a Billboard Hot 100-on. Az 1980-as évek legsikertelenebb Prince-albuma volt. Arany minősítést kapott az Amerikai Hanglemezgyártók Szövetségétől (RIAA) 1988 decemberében.

## Felvételek
Az albumnyitó "👁 No" teljes együttessel volt felvéve (Miko Weaver - gitár, Levi Seacer - basszusgitár, Doctor Fink és Boni Boyer - billentyűk, Eric Leeds - szaxofon, Atlanta Bliss - trombita, Sheila E. - dobok). Sheila E. több dalon is játszik dobokon és háttérénekes is. Leeds és Bliss kürtökön is játszik és az "👁 No" bevezetőjét pedig Ingrid Chavez biztosítja. Az albumot egyhuzamban való hallgatásra tervezték, a hanglemez verzión például nincsenek jelzések a lemezen a dalok elkülönítésére. A CD-n, mint Spotifyon is egyetlen dalként szerepel a teljes album. A Lovesexy az első prince album, ahol az "I" névmás helyett egy "👁" szimbólum található, amely "eye"-ként van gyakran romanizálva (pl. "Eye No").

## Zene
Az album témája a jó és gonosz, az Isten és Sátán, a jótét és bűnök közti küzdelem, amely mindig is fontos pontja volt Prince munkájának. 
Prince a Lovesexy-t egy gospel albumnak tartja. Egy valamiféle prédikációval kezdődik: az "👁 No" egy energikus dal, amely azt javasolja a hallgatónak, hogy legyenek szabadok és utasítsák el Sátánt és Istenben való hitét megerősíti. Az "👁 No" a "The Ball" dal újradolgozása a Crystal Ball albumról. Az "Alphabet St." volt az album legsikeresebb kislemeze, amely dance, rock és rap keveréke, a szex témájában, hencegő hangvétellel és a "lovesexy" érzés leírása. A "Glam Sam" egy dance dal, amely egy Prince és egy nő közötti beszélgetést mesél el. A dal egy klasszikus zenei outroval végződik. Az "Anna Stesia"-ban az ember bűneiről ír és Prince életét és zenéjét Istennek ajánlja.
A "Dance On" a társadalom negatív oldalait mondja el, valamilyen szinten a "Sign O' the Times"-hoz hasonlít. A "Lovesexy" szintén egy energikus dance szám. A "When 2 R in Love" egy szex-témájú ballada, amely a The Black Albumra volt felvéve. Az "I Wish U Heaven" egy felemelő dal, amely elmondja, hogy bármilyen botrányt hoz is egy ember, a vége mindig az, hogy az ellenségednek a legjobbakat kívánod.

## Számlista
Az összes dal szerzője Prince. 
|    | Cím              | Hossz |
| -- | ---------------- | ----- |
| 1. | Eye No           | 5:47  |
| 2. | Alphabet St.     | 5:38  |
| 3. | Glam Slam        | 5:04  |
| 4. | Anna Stesia      | 4:56  |
| 5. | Dance On         | 3:44  |
| 6. | Lovesexy         | 5:48  |
| 7. | When 2 R in Love | 4:01  |
| 8. | I Wish U Heaven  | 2:43  |
| 9. | Positivity       | 7:15  |

### Felhasznált dalok
- "👁 No": "Passing Clouds", eredetileg: Roger Limb, Out of this World album

## Közreműködők
- Prince – ének, rap és különböző hangszerek (az albumon "whatever" [angolul: bármi/akármi] van feltüntetve)
- Sheila E. – dobok (1, 2, 3, 8), dobok és háttérének (5, 9)
- Boni Boyer – billentyűk (1), háttérének (4, 9)
- Dr. Fink – billentyűk (1)
- Miko Weaver – gitár (1)
- Levi Seacer, Jr. – basszusgitár (1)
- Eric Leeds – szaxofon (1, 2, 9)
- Atlanta Bliss – trombita (1, 2, 9)
- Ingrid Chavez – intro (1)
- Cat Glover – rap (2), háttérének (4)

## Kislemezek
| Kislemez                                                          | Kislemez                                        | B-oldal                                    | Slágerlista | Slágerlista | Slágerlista |
| 12" verzió                                                        | 7" verzió                                       | B-oldal                                    | US          | US R&B      | UK          |
| ----------------------------------------------------------------- | ----------------------------------------------- | ------------------------------------------ | ----------- | ----------- | ----------- |
| "Alphabet St." "Alphabet St. – This is not music, this is a trip" | "Alphabet St. - part 1" "Alphabet St. - part 2" | –                                          | 8           | 3           | 9           |
| "Glam Slam (Remix)"                                               | "Glam Slam"                                     | "Escape (Free yo mind from this rat race)" | –           | 44          | 29          |
| "I Wish U Heaven (Part 1, 2 and 3)"                               | "I Wish U Heaven"                               | "Scarlet Pussy"                            | –           | 18          | 24          |

## Slágerlisták
| Slágerlista (1988–2016)               | Legmagasabb pozíció |
| ------------------------------------- | ------------------- |
| Ausztrál Albumok (Kent Music Report)  | 8                   |
| Osztrák Albumok (Ö3 Austria)          | 3                   |
| Kanadai Albumok (RPM)                 | 7                   |
| Holland Albumok (Album Top 100)       | 1                   |
| Francia Albumok (SNEP)                | 3                   |
| Német Albumok (Offizielle Top 100)    | 4                   |
| Új-Zéland-i Albumok (RMNZ)            | 1                   |
| Norvég Albumok (VG-lista)             | 2                   |
| Svéd Albumok (Sverigetopplistan)      | 1                   |
| Svájci Albumok (Schweizer Hitparade)  | 1                   |
| UK Albums (OCC)                       | 1                   |
| US Billboard 200                      | 11                  |
| US Top R&B/Hip-Hop Albums (Billboard) | 5                   |

| Slágerlista (1988)                    | Pozíció |
| ------------------------------------- | ------- |
| Német Albumok (Offizielle Top 100)    | 26      |
| Svájci Albumok (Schweizer Hitparade)  | 23      |
| US Billboard 200                      | 100     |
| US Top R&B/Hip-Hop Albums (Billboard) | 53      |

## Minősítések
| Region                   | Certification | Certified units/sales | For.   |
| ------------------------ | ------------- | --------------------- | ------ |
| Ausztria (IFPI Austria)  | Arany         | 25,000                | [ 18 ] |
| Franciaország (SNEP)     | 2x Arany      | 200,000               | [ 19 ] |
| Németország (BVMI)       | Arany         | 250,000               | [ 20 ] |
| Olaszország              | —             | 170,000               | [ 21 ] |
| Hollandia (NVPI)         | Arany         | 50,000                | [ 22 ] |
| Svájc (IFPI Switzerland) | Arany         | 25,000                | [ 23 ] |
| Svédország (GLF)         | Arany         | 50,000                | [ 24 ] |
| Egyesült Királyság (BPI) | Platina       | 300,000               |        |
| Egyesült Államok (RIAA)  | Arany         | 500,000               | [ 25 ] |